# Dystrykt Mambwe
Dystrykt Mambwe – dystrykt we wschodniej Zambii w Prowincji Wschodniej. W 2000 roku liczył 47 376 mieszkańców (z czego 50,02% stanowili mężczyźni) i obejmował 9578 gospodarstw domowych. Siedzibą administracyjną dystryktu jest Mambwe.